# Coup d'État de 1967 au Togo
Le coup d'État togolais de 1967 était un Coup d'État militaire, sans effusion de sang, qui a eu lieu au Togo le 13 janvier 1967. Le chef du coup d'État, le lieutenant-colonel Étienne Eyadéma, devenu par la suite, général Gnassingbé Eyadema, a évincé le deuxième président du Togo, Nicolas Grunitzky, qu'il a aidé à accéder au pouvoir après le coup d'État de 1963. 
Après le coup d'État, les partis politiques ont été interdits et tous les processus constitutionnels ont été suspendus. Le colonel Kléber Dadjo a été nommé président par intérim du Togo (en qualité de président du Comité de réconciliation nationale), poste qu'il occupera jusqu'au 14 avril 1967, date à laquelle Eyadéma assumera la présidence. 
Eyadéma a continué à gouverner le pays jusqu'à sa mort le 5 février 2005,. 